# Pat Summitt

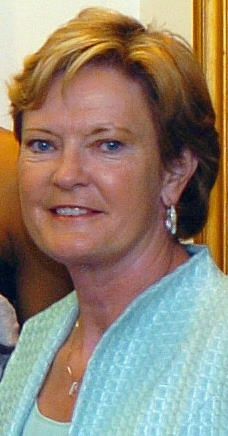
Pat Summitt 2008.

Pat Summitt, född 14 juni 1952 i Clarksville, Tennessee, död 28 juni 2016 i Knoxville, Tennessee, var en amerikansk basketspelare som tog tog OS-silver 1976 i Montréal. Detta var första gången damerna fick delta i baskettävlingarna vid olympiska sommarspelen, och således USA:s första OS-medalj i dambasket. Tidningen Sporting News utsåg 2009 henne till en av de 50 mest framgångsrika coacherna genom tiderna i alla sporter.